# Michael Freedman
Michael Hartley Freedman (født 21. april 1951 i Los Angeles, Californien, USA) er en matematiker ansat ved Microsoft Station Q. Han vandt i 1986 Fieldsmedaljen for sit arbejde på Poincaréformodningen, som han beviste sand i dimension 4 i 1982. Freedman beviste sammen med Robion Kirby eksistensen af en eksotisk R4-mangfoldighed.
Freedman begyndte sit studium på University of California, Berkeley i 1968, tog sin kandidateksamen på Princeton University og modtog her sin Ph.D.-grad i 1973 for sin afhandling med titlen Codimension-Two Surgery skrevet under vejledning af William Browder. Herefter blev Freedman ansat som lektor (lecturer) ved Department of Mathematics i UC Berkeley. Denne stilling besatte han fra 1973 til 1975, hvor han blev medlem af Institute for Advanced Study (IAS)  på Princeton. I 1976 blev han ansat som assistant professor på Department of Mathematics på University of California, San Diego (UCSD). Året 1980/1981 tilbragte han på IAS og vendte herefter tilbage til UCSD, hvor han i 1982 blev forfremmet til professor. Han blev udnævnt til Charles Lee Powell chair of mathematics på UCSD i 1985.
Han arbejder for øjeblikket på Microsoft Station Q (på University of California, Santa Barbara), hvor hans hold er involveret i udviklingen af kvantecomputeren.

## Ekstern henvisning
- Michael Freedman på Mathematics Genealogy Project.